# ダウンタウンvs魔術師Dr.レオン!! 絶対見破るぞ史上最強マジックSP
『ダウンタウンvs魔術師Dr.レオン!! 絶対見破るぞ史上最強マジックSP』（ダウンタウンバーサスまじゅつしドクターレオンぜったいみやぶるぞしじょうさいきょうマジックスペシャル）は、日本テレビ系列で放送されていたバラエティ特番である。

## 番組概要
ダウンタウンと魔術師・Dr.レオンがスタジオでゲストパネラーを相手に行うマジックまたは、ロケーションで行うお店に赴き芸能人を相手に行うマジックを二部構成される。
マジックの初めに『時空を捕らえました』、最後に『コンプリート』と名乗るのが恒例。

## 放送日
- 第1回：2006年12月19日（視聴率12.1%）
- 第2回：2007年7月19日（視聴率10.5%）- モクスペ枠で放送。

## 出演者

### 司会
- ダウンタウン（松本人志・浜田雅功）

### スタジオゲスト

#### 第1回
- 黒谷友香
- 志田未来
- 高橋克典
- 高畑淳子
- 次長課長（河本準一・井上聡）
- 松本隆博（人志の兄、サプライズゲスト）

#### 第2回
- IKKO
- 上戸彩
- 小泉孝太郎
- 須賀健太
- 高木美保
- 次長課長（井上聡・河本準一）
- 山崎邦正（サプライズゲスト）

### ロケゲスト

#### 第1回
- 辺見えみり
- 松方弘樹
- 森泉
- 山口もえ

#### 第2回
- 今田耕司
- 高畑淳子
- 久本雅美
- ほしのあき
- オリエンタルラジオ（中田敦彦・藤森慎吾）
- チュートリアル（福田充徳・徳井義実）

### アシスタント
- 馬場典子（当時・日テレアナウンサー、アシスタント）

## スタッフ
- 構成：安達元一（第1回のみ）、鮫肌文殊、塩野智章、松林健、わぐりたかし（第1回のみ）、北本かつら（第2回）
- TM：古川誠一
- SW：安藤康一（第1回）、高梨正利（第2回）
- カメラ：蔦佳樹（第1回）、山田祐一（第2回）
- 音声：加賀金重郎
- VE：三山隆浩（第1回）、斉藤孝行（第2回）
- 照明：安井雅子（第1回）、下平好実（第2回）
- 美術：林健一
- デザイン：星野充紀
- 編集：小島覚
- MA：兒子仁（第1回）、高山元（第2回）
- 音効：高取謙
- TK：矢島由紀子（第1回）、井﨑綾子（第2回）
- 広報：西室由香里（第1回）、立柗典子（第2回）
- デスク：森千花子
- AP：橋本瑞枝（第1回）、今泉昌子
- 演出補
  - 第1回：井川春彦、服部真由子
  - 第2回：亀山敦史、岡里有佑子
- ディレクター：川本賢一郎、井上伸正
  - 第1回：伴在宏将、秋山秀人、名嘉鎮士
  - 第2回：五十嵐優人
- プロデューサー：及川千津/松井昂史、新村幸三郎、松島美由紀
  - 第1回：柳岡秀一
  - 第2回：米川昭吾
- 演出：大友有一
- チーフプロデューサー：菅賢治
- 協力：㈲ひろこーぽれーしょん
  - 第1回：今田賢二（ジン工房）、荒井晋一、Anxra、庄司タカヒト、小林健二、小村洋介、吉田敦、高野一美、キャビン、Ginwa
  - 第2回：ミクロ株式会社、S企画、S&C magic、溝口直隆、CAVIN
- 技術協力：ヌーベルフォース、プロカム、読売映像、麻布プラザ、ヌーベルPC
- 制作協力：創輝、nosco、Fact（第1回のみ）
- 製作著作：日本テレビ